# Аварія у Віндскейлі
54°25′29″ пн. ш. 3°30′00″ зх. д. / 54.424861111111° пн. ш. 3.5° зх. д.
Ава́рія у Віндске́йлі (англ. Windscale fire) — велика радіаційна аварія, що сталася 10 жовтня 1957 року на одному з двох реакторів атомного комплексу «Селлафілд», у графстві Камбрія на північному заході Англії.
Внаслідок пожежі в графітовому реакторі з повітряним охолодженням для виробництва збройового плутонію стався великий (550—750 TБк) викид радіоактивних речовин. Аварія відповідає 5-му рівню за міжнародною шкалою ядерних подій (INES) і є найбільшою в історії ядерної промисловості Великої Британії.

## Хронологія подій
Аварія сталася під час виконання програми планового відпалювання графітової кладки. Під час нормальної експлуатації реактора нейтрони, що бомбардують графіт, спричиняють змінення його кристалічної структури. Це викликає акумулювання енергії в графіті (енергія Вігнера). Процес контрольованого відпалювання використовувався для відновлення структури графіту і вивільнення цієї енергії. Для його ініціації вимикали газодувки охолоджувального контуру, внаслідок чого реактор розігрівався до температури, за якої починала виділятися акумульована в графіті енергія. Через конструктивні особливості віндскейльського реактора при цьому залишаються зони невідпаленого графіту, тому потрібен повторний розігрів. Через відсутність контрольно-вимірювальних приладів і помилки персоналу процес вийшов з-під контролю. Внаслідок занадто великого енерговиділення металеве уранове паливо в одному з паливних каналів вступило в реакцію з повітрям і загорілося. Перший сигнал про порушення в роботі (підвищення радіоактивності повітря в 10 разів) отримано 10 жовтня об 11:00 від пробовідбирача повітря, розташованого далеко (близько 800 м) від активної зони. Аналіз зразків повітря поряд з реакторною будівлею підтвердив викид радіації.
О 16:30 візуальний огляд паливних каналів показав, що багато тепловидільних елементів розжарилися до червоного (1400 °C), вивантажити їх не вдалося через розширення і заклинення в каналах. Попри самовіддані дії операторів, які вивантажували паливні елементи з каналів, прилеглих до зони загоряння, до вечора вогонь перекинувся на 150 каналів, що містили близько 8 тонн урану. В ніч з 10 на 11 жовтня робилися безуспішні спроби охолодити активну зону за допомогою вуглекислого газу. 11 жовтня о 8:55 реактор затопили водою, усвідомлюючи при цьому ризик можливого вибуху. Як наслідок, 12 жовтня о 3:20 реактор переведено в холодний стан.

## Наслідки
Найбільший внесок в активність викиду зробив радіоактивний 131I, за розрахунками близько 20 тис. Кі (740 ТБк). Довгострокове забруднення визначилося 137Cs, 800 Кі (30 ТБк).
Детерміновані ефекти в персоналу були відсутні, ніхто не отримав дози, близької до рівня, що перевищує в десять разів установлений ліміт річної дози опромінення всього тіла для працівників.
Після аварії проводився контроль молока, що надходило в продаж з розташованих поблизу ферм. Його продаж було заборонено протягом 6 тижнів.
Наслідки аварії вивчалися Національною комісією з радіологічного захисту. За зробленою комісією оцінкою, серед населення могло статися близько 30 додаткових смертей від захворювання на рак (0,0015 % приросту смертності від раку), тобто за час, протягом якого можуть відбутися ці 30 смертей, серед людей, які зазнали опромінення ймовірно померло б близько 1 млн осіб.
В сучасних реакторах не використовується металеве ядерне паливо.